# Bernhard Haij
Julius Bernhard Haij, född 26 november 1859 i Gäddebäck, Västra Tunhems socken, död 21 april 1920 på Björkås i samma socken, var en svensk zoolog.
Bernhard Haij var son till godsägaren friherre Eric Vollrath Wilhelm Haij. Han avlade mogenhetsexamen i Vänersborg 1878, blev 1881 filosofie kandidat vid Uppsala universitet 1881 varpå han fortsatte sina studier vid Lunds universitet där han blev filosofie licentiat 1885 och filosofie doktor 1886 samt var docent i zoologi 1886–1889. Haij utnämndes 1889 till lektor i naturalhistoria och matematik vid Högre allmänna läroverket i Växjö. På grund av sjukdom tog han avsked 1910 och var därefter bosatt i Leksand. Haijs doktorsavhandling var ett fågelanatomiskt arbete, Jemförande studier öfver foglarnes bäcken (1886). Huvuddelen av hans produktion låg inom entomologin, där han främst behandlade Skandinaviens hopprätvingar. Hans främsta arbete var Öfversigt af Skandinaviens Orthopterer jemte beskrifningar (1888) där endast första delen behandlande familjen Acridiodea blev publicerad. Ett komplement till denna skrift blev Bidrag till kännedomen om Acridiodéernas yttre morphologi (1888). Därutöver utgav han främst smärre uppsatser i Entomologisk Tidskrift. 1896 utgav Haij en svensk bearbetning av Johan Erik Vesti Boas' Lærebog i Dyrerigets Naturalhistorie och 1897 läroboken De högre växternas inre byggnad och lifsförrättningar.